# John Orr
John Orr (* 4. Juni 1885 in Egremont, Cumbria; † 10. August 1966 in Edinburgh) war ein in Australien aufgewachsener britischer Romanist.

## Leben und Werk
Orr, dessen schottische Familie im Jahr seiner Geburt nach Australien auswanderte, ging in Launceston zur Schule und studierte ab 1902 Jura an der Universität von Tasmanien in Hobart. 1905 kam er mit einem Stipendium ins Balliol College, Oxford, und machte 1910  B.A. Er studierte dann in Paris bei Jules Gilliéron, heiratete eine Französin, und war 1913 der erste Absolvent eines „BLitt degree in Romance Studies“ in Oxford mit der Arbeit Les Oeuvres de Guiot de Provins, poète lyrique et satirique (Paris/Manchester 1915, Genf 1974). Er lehrte ab 1913 in Manchester, ab 1915 am East London (später Queen Mary) College, London. Von 1916 bis 1918 diente er als Offizier in Frankreich.
Von 1919 bis 1933 war er Professor für Französisch an der University of Manchester (Nachfolgerin: Mildred K. Pope) und von 1933 bis 1955 an der University of Edinburgh auf dem Lehrstuhl für französische Sprache, ab 1951 auch für romanische Philologie. 1952 wurde er in die British Academy gewählt. Orr war Ehrendoktor der Universitäten Manchester (1938), Caen (1945) und St Andrews (1955).
In Caen wurde eine Straße nach ihm benannt (rue du Professeur John Orr).

## Weitere Werke
- (Bearb.): Iorgu Iordan: An introduction to Romance linguistics. Übersetzung aus dem Rumänischen. London 1937 (Neuauflage mit einem Anhang Thirty years on von Rebecca Posner. Oxford 1970).
- (Hrsg.): Eustache d'Amiens: Le Boucher d’Abbeville. London 1947.
- (Hrsg.): Jean Renart: Le Lai de l’ombre. Edinburgh 1948.
- (Hrsg.): Contes et poèmes de Jules Supervielle. Edinburgh 1950.
- Words and Sounds in English and French. Oxford 1952.
- Old French and Modern English Idiom. Oxford 1962.
- Three Studies on Homonymics. Edinburgh 1963.
- Essais d'étymologie et de philologie françaises. Paris 1963.